# Bjørn Martin Kristensen
Bjørn Martin Davis Kristensen (ur. 4 maja 2002 w Oslo, Norwegia) – filipińsko‑norweski piłkarz występujący na pozycji napastnika lub skrzydłowego w norweskim klubie KFUM Oslo oraz w reprezentacji Filipin.

## Kariera klubowa
Kristensen rozpoczynał karierę juniora w Hauketo IF (2014–2016), a następnie w Nordstrand IF (2017–2020). W seniorskiej drużynie Nordstrand zadebiutował 19 października 2019 roku. W sezonach 2021–2022 grał dla Grorud IL, zdobywając 10 goli w 35 meczach.
23 sierpnia 2022 przeszedł do Aalesunds FK, z którym debiutował w norweskiej Eliteserien 11 września 2022 przeciwko Sarpsborg 08, natomiast swój pierwszy gol w ekstraklasie padł 11 czerwca 2023 w przegranym 2:3 meczu z Tromsø. W sezonie 2025 reprezentuje barwy KFUM Oslo, gdzie wystąpił w  13 meczach.

## Kariera reprezentacyjna
Początkowo występował w reprezentacji Norwegii U‑20 (1 mecz w 2021 r.). W 2024 roku zdecydował się reprezentować Filipiny i został wezwany na Merdeka Tournament (debiut 4 września 2024 przeciwko Malezji). Pierwszego gola w reprezentacji strzelił 11 października 2024 w meczu przeciwko Tajlandii podczas King's Cup, zdobywając również karnego, co przyczyniło się do awansu Filipin do półfinału ASEAN Championship 2024. Do marca 2025 rozegrał 12 meczów reprezentacyjnych, zdobywając 6 bramek.